# Championnat du Turkménistan de football 2018
Navigation
Saison 2017 Saison 2019
La saison 2018 du Championnat du Turkménistan de football est la vingt-sixième édition de la première division au Turkménistan. La compétition rassemble les huit meilleurs clubs du pays qui sont regroupés au sein d'une poule unique et s'affrontent quatre fois, deux à domicile et deux à l'extérieur. 
FK Altyn Asyr remporte pour la cinquième fois de suite le championnat.

## Les clubs participants
- FK Altyn Asyr
- FC Balkan
- Merw Mary
- Şagadam Türkmenbaşy
- FK Ahal Änew
- Köpetdag Achgabat
- FK Achgabat
- Energetik Mary

## Compétition
Le barème de points servant à établir le classement se décompose ainsi :
- Victoire : 3 points
- Match nul : 1 point
- Défaite : 0 point

### Classement
| Rang | Équipe              | Pts | J  | G  | N  | P  | Bp | Bc | Diff |
| ---- | ------------------- | --- | -- | -- | -- | -- | -- | -- | ---- |
| 1    | FK Altyn AsyrT      | 66  | 27 | 21 | 3  | 4  | 65 | 16 | +49  |
| 2    | FK Ahal Änew        | 60  | 27 | 18 | 6  | 4  | 55 | 22 | +33  |
| 3    | Energetik Mary      | 42  | 27 | 12 | 6  | 10 | 26 | 27 | -1   |
| 4    | Şagadam Türkmenbaşy | 41  | 27 | 12 | 5  | 11 | 25 | 34 | -9   |
| 5    | Merw Mary           | 29  | 27 | 6  | 11 | 11 | 26 | 34 | -8   |
| 6    | Köpetdag Achgabat   | 29  | 27 | 8  | 5  | 15 | 27 | 39 | -12  |
| 7    | FK Achgabat         | 27  | 27 | 7  | 6  | 15 | 23 | 41 | -18  |
| 8    | FC Balkan           | 20  | 27 | 6  | 2  | 30 | 30 | 64 | -34  |

|  | Qualification pour la Coupe de l'AFC 2019                     |
|  | T : Tenant du titre C : Vainqueur de la Coupe du Turkménistan |

## Bilan de la saison
| Championnat du Turkménistan de football 2018 |                          |
| Champion                                     | FK Altyn Asyr (5e titre) |
| Qualifications continentales                 |                          |
| Coupe de l'AFC 2019                          | FK Altyn Asyr            |
| Promotions et relégations                    |                          |
| Promus en Yokary Liga                        | Aucun                    |
| Relégués en Birinji Ligasy                   | Aucun                    |